# 仙后座V526
仙后座V526，又名BD+50 161，HD 4818、SAO 21767、HR 238，是仙后座的一颗恒星，视星等为6.39，位于銀經122.85，銀緯-11.36，其B1900.0坐标为赤經0h 45m 13.9s，赤緯+50° -11.36′ 48″。